# Bilan saison par saison des Blues de Saint-Louis
Les Blues de Saint-Louis sont une franchise de la Ligue nationale de hockey depuis l'expansion de la Ligue en 1967.
Cette page retrace les résultats de l'équipe depuis cette première saison.

## Résultats
| Saison            | PJ             | V              | D              | N              | DP             | BP             | BC             | Pts            | Classement     | Séries éliminatoires                                                   | Entraîneur                          |
| ----------------- | -------------- | -------------- | -------------- | -------------- | -------------- | -------------- | -------------- | -------------- | -------------- | ---------------------------------------------------------------------- | ----------------------------------- |
| 1967-1968         | 74             | 27             | 31             | 19             | —              | 177            | 191            | 70             | 3e Ouest       | 4-3 Flyers 4-3 North Stars 0-4 Canadiens                               | Lynn Patrick Scotty Bowman          |
| 1968-1969         | 76             | 37             | 25             | 14             | —              | 204            | 157            | 88             | 1er Ouest      | 4-0 Flyers 4-0 Kings 0-4 Canadiens                                     | Scotty Bowman                       |
| 1969-1970         | 76             | 37             | 27             | 12             | —              | 224            | 179            | 86             | 1er Ouest      | 4-2 North Stars 4-2 Penguins 0-4 Bruins                                | Scotty Bowman                       |
| 1970-1971         | 78             | 34             | 25             | 19             | —              | 223            | 208            | 87             | 2e Ouest       | 2-4 North Stars                                                        | Al Arbour Scotty Bowman             |
| 1971-1972         | 78             | 28             | 39             | 11             | —              | 208            | 247            | 67             | 3e Ouest       | 4-3 North Stars 0-4 Bruins                                             | Sid Abel Bill McCreary Al Arbour    |
| 1972-1973         | 78             | 32             | 34             | 12             | —              | 206            | 248            | 76             | 4e Ouest       | 1-4 Black Hawks                                                        | Al Arbour Jean-Guy Talbot           |
| 1973-1974         | 78             | 26             | 40             | 12             | —              | 206            | 248            | 64             | 6e Ouest       | Non qualifiés                                                          | Jean-Guy Talbot Lou Angotti         |
| 1974-1975         | 80             | 35             | 31             | 14             | —              | 269            | 267            | 84             | 2e Smythe      | 0-2 Penguins                                                           | Lou Angotti Lynn Patrick Gary Young |
| 1975-1976         | 80             | 29             | 37             | 14             | —              | 249            | 290            | 72             | 3e Smythe      | 1-2 Sabres                                                             | Gary Young Lynn Patrick Leo Boivin  |
| 1976-1977         | 80             | 32             | 39             | 9              | —              | 239            | 276            | 73             | 1er Smythe     | 0-4 Canadiens                                                          | Emile Francis                       |
| 1977-1978         | 80             | 20             | 47             | 13             | —              | 195            | 304            | 53             | 4e Smythe      | Non qualifiés                                                          | Leo Boivin Barclay Plager           |
| 1978-1979         | 80             | 18             | 50             | 12             | —              | 249            | 348            | 48             | 3e Smythe      | Non qualifiés                                                          | Barclay Plager                      |
| 1979-1980         | 80             | 34             | 34             | 12             | —              | 266            | 278            | 80             | 2e Smythe      | 0-3 Black Hawks                                                        | Barclay Plager Gordon Berenson      |
| 1980-1981         | 80             | 45             | 18             | 17             | —              | 352            | 281            | 107            | 1er Smythe     | 3-2 Penguins 2-4 Rangers                                               | Gordon Berenson                     |
| 1981-1982         | 80             | 32             | 40             | 8              | —              | 315            | 349            | 72             | 3e Norris      | 3-1 Jets 2-4 Black Hawks                                               | Gordon Berenson Emile Francis       |
| 1982-1983         | 80             | 25             | 40             | 15             | —              | 285            | 316            | 65             | 4e Norris      | 1-3 Black Hawks                                                        | Emile Francis Barclay Plager        |
| 1983-1984         | 80             | 32             | 41             | 7              | —              | 293            | 316            | 71             | 2e Norris      | 3-1 Red Wings 3-4 North Stars                                          | Jacques Demers                      |
| 1984-1985         | 80             | 37             | 31             | 12             | —              | 299            | 288            | 86             | 1e Norris      | 0-3 North Stars                                                        | Jacques Demers                      |
| 1985-1986         | 80             | 37             | 34             | 9              | —              | 302            | 291            | 83             | 3e Norris      | 3-2 North Stars 4-3 Maple Leafs 3-4 Flames                             | Jacques Demers                      |
| 1986-1987         | 80             | 32             | 33             | 15             | —              | 281            | 293            | 79             | 1er Norris     | 2-4 Maple Leafs                                                        | Jacques Martin                      |
| 1987-1988         | 80             | 34             | 38             | 8              | —              | 278            | 294            | 76             | 2e Norris      | 4-1 Blackhawks 1-4 Red Wings                                           | Jacques Martin                      |
| 1988-1989         | 80             | 33             | 35             | 12             | —              | 275            | 285            | 78             | 2e Norris      | 4-1 North Stars 1-4 Blackhawks                                         | Brian Sutter                        |
| 1989-1990         | 80             | 37             | 34             | 9              | —              | 295            | 279            | 83             | 2e Norris      | 4-1 Maple Leafs 3-4 Blackhawks                                         | Brian Sutter                        |
| 1990-1991         | 80             | 47             | 22             | 11             | —              | 310            | 250            | 105            | 2e Norris      | 4-3 Red Wings 2-4 North Stars                                          | Brian Sutter                        |
| 1991-1992         | 80             | 36             | 33             | 11             | —              | 279            | 266            | 83             | 3e Norris      | 2-4 Blackhawks                                                         | Brian Sutter                        |
| 1992-1993         | 84             | 37             | 36             | 11             | —              | 282            | 278            | 85             | 4e Norris      | 4-0 Blackhawks 3-4 Maple Leafs                                         | Bob Plager Bob Berry                |
| 1993-1994         | 84             | 40             | 33             | 11             | —              | 270            | 283            | 91             | 4e Centrale    | 0-4 Stars                                                              | Bob Berry                           |
| 1994-1995         | 48             | 28             | 15             | 5              | —              | 178            | 135            | 61             | 2e Centrale    | 3-4 Canucks                                                            | Mike Keenan                         |
| 1995-1996         | 82             | 32             | 34             | 16             | —              | 219            | 248            | 80             | 4e Centrale    | 4-2 Maple Leafs 3-4 Red Wings                                          | Mike Keenan                         |
| 1996-1997         | 82             | 36             | 35             | 11             | —              | 236            | 239            | 83             | 4e Centrale    | 2-4 Red Wings                                                          | Mike Kennan Joel Quenneville        |
| 1997-1998         | 82             | 45             | 29             | 8              | —              | 256            | 204            | 98             | 3e Centrale    | 4-0 Kings 2-4 Red Wings                                                | Joel Quenneville                    |
| 1998-1999         | 82             | 37             | 32             | 13             | --             | 237            | 209            | 87             | 2e Centrale    | 4-3 Coyotes 2-4 Stars                                                  | Joel Quenneville                    |
| 1999-2000         | 82             | 51             | 19             | 11             | 1              | 248            | 165            | 114            | 1er Centrale   | 4-3 Sharks                                                             | Joel Quenneville                    |
| 2000-2001         | 82             | 43             | 22             | 12             | 5              | 249            | 195            | 103            | 2e Centrale    | 4-2 Sharks 4-0 Stars 1-4 Avalanche                                     | Joel Quenneville                    |
| 2001-2002         | 82             | 43             | 27             | 8              | 4              | 227            | 188            | 98             | 2e Centrale    | 4-1 Blackhawks 1-4 Red Wings                                           | Joel Quenneville                    |
| 2002-2003         | 82             | 41             | 24             | 11             | 6              | 253            | 222            | 99             | 2e Centrale    | 3-4 Canucks                                                            | Joel Quenneville                    |
| 2003-2004         | 82             | 39             | 30             | 11             | 2              | 191            | 198            | 91             | 2e Centrale    | 1-4 Sharks                                                             | Joel Quenneville Mike Kitchen       |
| 2004-2005         | Saison annulée | Saison annulée | Saison annulée | Saison annulée | Saison annulée | Saison annulée | Saison annulée | Saison annulée | Saison annulée | Saison annulée                                                         | Saison annulée                      |
| 2005-2006         | 82             | 21             | 46             | —              | 15             | 197            | 292            | 57             | 5e Centrale    | Non qualifiés                                                          | Mike Kitchen                        |
| 2006-2007         | 82             | 34             | 35             | —              | 13             | 214            | 254            | 81             | 3e Centrale    | Non qualifiés                                                          | Mike Kitchen Andy Murray            |
| 2007-2008         | 82             | 33             | 36             | —              | 13             | 205            | 237            | 79             | 5e Centrale    | Non qualifiés                                                          | Andy Murray                         |
| 2008-2009         | 82             | 41             | 31             | —              | 10             | 233            | 233            | 92             | 3e Centrale    | 0-4 Canucks                                                            | Andy Murray                         |
| 2009-2010         | 82             | 40             | 32             | —              | 10             | 225            | 223            | 90             | 4e Centrale    | Non qualifiés                                                          | Andy Murray Davis Payne             |
| 2010-2011         | 82             | 38             | 33             | —              | 11             | 240            | 233            | 87             | 4e Centrale    | Non qualifiés                                                          | Davis Payne                         |
| 2011-2012         | 82             | 49             | 22             | —              | 11             | 210            | 165            | 109            | 1e Centrale    | 4-1 Sharks 0-4 Kings                                                   | Davis Payne Ken Hitchcock           |
| 2012-2013         | 48             | 29             | 17             | —              | 2              | 129            | 115            | 60             | 2e Centrale    | 2-4 Kings                                                              | Ken Hitchcock                       |
| 2013-2014         | 82             | 52             | 23             | —              | 7              | 248            | 191            | 111            | 2e Centrale    | 2-4 Blackhawks                                                         | Ken Hitchcock                       |
| 2014-2015         | 82             | 51             | 24             | —              | 7              | 248            | 201            | 109            | 1er Centrale   | 2-4 Wild                                                               | Ken Hitchcock                       |
| 2015-2016         | 82             | 49             | 24             | —              | 9              | 224            | 201            | 107            | 2e Centrale    | 4-3 Blackhawks 4-3 Stars 2-4 Sharks                                    | Ken Hitchcock                       |
| 2016-2017         | 82             | 46             | 29             | —              | 7              | 235            | 218            | 99             | 3e Centrale    | 4-1 Wild 2-4 Predators                                                 | Ken Hitchcock Mike Yeo              |
| 2017-2018         | 82             | 44             | 32             | —              |                | 226            | 222            | 94             | 5e Centrale    | Non qualifiés                                                          | Mike Yeo                            |
| 2018-2019         | 82             | 45             | 28             | —              |                | 247            | 223            | 99             | 3e Centrale    | 4-2 Jets 4-3 Stars 4-2 Sharks 4-3 Bruins Vainqueur de la Coupe Stanley | Craig Berube                        |
| 2019-2020         | 71             | 42             | 19             | —              | 10             | 225            | 193            | 94             | 1er Centrale   | 2-4 Canucks                                                            | Craig Berube                        |
| 2020-2021 Détails | 56             | 27             | 20             | —              | 9              | 169            | 170            | 63             | 4e Ouest       | 0-4 Avalanche                                                          | Craig Berube                        |